# Soyuz 36
Soyuz 36 fue una misión de una nave Soyuz 7K-T lanzada el 26 de mayo de 1980 desde el cosmódromo de Baikonur con dos cosmonautas a bordo hacia la estación espacial Salyut 6, siendo uno de ellos el húngaro Bertalan Farkas, en el marco del programa Intercosmos.
La misión de Soyuz 36 consistía en acoplarse a la estación Salyut 6 para realizar diversos experimentos relacionados con el procesamiento de materiales, la observación terrestre y la biología. La misión fue pospuesta en junio de 1979 tras el fallo del motor de la Soyuz 33. Los dos cosmonautas de la Soyuz 36 regresaron a bordo de la Soyuz 35, acoplada a la estación en el momento de llegar ellos, y la nave de la Soyuz 36 fue utilizada para el regreso de los tripulantes de la misión Soyuz 37.

## Tripulación

### Despegaron
- Valeri Kubasov (Comandante)
- Bertalan Farkas (Especialista científico de Hungría)

### Aterrizaron
- Viktor Gorbatko (Comandante)
- Pham Tuân (Especialista científico de Vietnam)

## Tripulación de respaldo
- Vladimir Dzhanibekov (Comandante)
- Béla Magyari (Especialista científico de Hungría)